# چکاوک آسمانی ژاپنی
چکاوک آسمانی ژاپنی (نام علمی: Alauda japonica) نام یک گونه از سرده چکاوک‌های آسمانی است.